# Scott Russell
Scott Russell, né le 16 janvier 1979 à Windsor (Ontario), est un athlète canadien, spécialiste du lancer de javelot. 

## Biographie
Étudiant à l'université du Kansas, il devient le premier Canadien à lancer le javelot à plus de 80 m avec le nouvel engin, en remportant les championnats nationaux 2001, avec un record national à 80,17 m. Il bat le record précédent que détenait Erin Bevens avec 79,52 m. 
Cette performance lui assure la participation aux championnats du monde d'Edmonton. Il y réussit 81,66 m au troisième essai des qualifications, nouveau record du Canada, finissant à seulement 12 cm du dernier qualifié.
En 2002 il décroche la médaille d'argent aux Jeux du Commonwealth, derrière l'Anglais Steve Backley.
En 2005 il établit un nouveau record à Ottawa, avec 84,40 m. À Helsinki, il franchit le cap des qualifications et termine douzième des championnats du monde.
En 2008 il dispute les Jeux olympiques de Pékin, où il obtient la dixième place.
Il bat son dernier record national en 2011 à 32 ans, lors des Toronto International Track and Field Games. Pour sa dernière participation aux championnats du monde il échoue aux qualifications.

### Palmarès
| Date | Compétition           | Lieu       | Résultat | Épreuve | Performance |
| ---- | --------------------- | ---------- | -------- | ------- | ----------- |
| 2002 | Jeux du Commonwealth  | Manchester | 2e       | Javelot | 78,98 m     |
| 2005 | Championnats du monde | Helsinki   | 12e      | Javelot | 79,45 m     |
| 2008 | Jeux olympiques       | Pékin      | 10e      | Javelot | 80,90 m     |

#### National
- Javelot : 9 titres (2000-2005, 2007-2008, 2011)[5]

### Records
| Épreuve | Performance  | Lieu    | Date            |
| ------- | ------------ | ------- | --------------- |
| Javelot | 84,81 m (RN) | Toronto | 13 juillet 2011 |
| Disque  | 55,42 m      | Austin  | 6 avril 2002    |